# Гелатский монастырь
Гела́тский монасты́рь Богоро́дицы (груз. გელათის მონასტერი) — наиболее значительный средневековый монастырь в Грузии, расположенный близ Кутаиси. Центр церковной и культурной жизни, резиденция католикоса со 2-й половины XVI века до 1814 года. Памятник Всемирного наследия (1994).
Монастырь был основан царём Давидом IV Строителем в 1106 году и стал его усыпальницей. Соборная церковь строилась до 1125 года и ещё пять лет украшалась мозаиками, которые почитаются лучшими во всём Закавказье. В то время монастырь был местопребыванием Гелатской академии, руководил которой святой Арсений Икалтоели, члены которой живо интересовались древнегреческой философией.
В XIII веке к монастырскому ансамблю добавились церкви Св. Николая и Св. Георгия, а также трехъярусная звонница. Стенопись относится к разным периодам грузинской истории, с XII по XVIII века; особенно примечательны портретные изображения венценосных особ. Прежде в монастыре сохранялось немало ценных икон и предметов прикладного искусства; в советское время они были изъяты и распределены по музеям.